# Nowy Sącz
Nowy Sącz [ˈnɔvɘ̟ˈsɔ̃ʈ͡ʂ] (deutsch: Neu Sandez oder älter Neu Sandec; ungarisch: Újszandec) ist eine Stadt in der polnischen Woiwodschaft Kleinpolen und hat etwa 84.000 Einwohner. Die Stadt liegt nördlich der Sandezer Beskiden (Beskid Sądecki) in einer Talweitung an der Mündung der Kamienica in den Dunajec auf 290 m Höhe über NN und ist ein regionales Industrie- und Dienstleistungszentrum.

## Geschichte
Der Ort wurde im Jahre 1292 von König Wenzel II. von Böhmen angelegt, das Stadtrecht erhielt er im 14. Jahrhundert von Władysław I. Ellenlang. Nach Kurt Lück stellten im 15. Jahrhundert deutsche Bewohner ca. 3/4 der Stadtbevölkerung. Erst im Jahr 1469 wurde ein polnischer Priester in der Pfarrkirche eingesetzt.
Besondere Privilegien, die von Kasimir dem Großen gewährt wurden, bewirkten einen raschen Aufstieg der Stadt. Der verheerende Brand von 1611, Epidemien und Kriege verursachten dann den Niedergang.
Ab 1772 gehörte die Stadt zum österreichischen Kronland Galizien und wurde dort zu einem wichtigen Verwaltungszentrum, von 1774 bis 1782 kurzzeitig Sitz eines Bezirksamts, wurde dann bis 1876 in ein Kreisamt umgewandelt und war dann bis zum Ende der österreichischen Herrschaft in Galizien (fiel 1918 an Polen) Sitz einer Bezirkshauptmannschaft. Im Zuge der Josephinischen Kolonisation wurden 235 deutsche Familien in der Umgebung von Nowy Sącz angesiedelt. In die Stadt kamen auch Beamte und Handwerker aus dem deutschsprachigen Raum. 1800 wurde eine protestantische Gemeinde in der Franziskanerkirche organisiert. In der ersten Hälfte des 19. Jahrhunderts wurde der Ort zu einem bedeutenden Zentrum des Chassidismus, hier wirkte Chaim Halberstam ab 1830 als Rabbiner.
Im Ersten Weltkrieg befand sich für kurze Zeit das Hauptkommando eines Teiles der Ostfront (Przemyśl) der verbündeten Truppen von Österreich-Ungarn und des Deutschen Reiches in Neu Sandez. Vor dem Zweiten Weltkrieg wohnten in Nowy Sącz 10.000 Juden, das war ein Drittel der Bevölkerung. Im Juli 1941 wurden die jüdischen Einwohner ghettoisiert, in dem Ghetto lebten im August 1942 ungefähr 20.000 Juden, bevor sie in das Vernichtungslager Belzec deportiert wurden.
Die Stadt und ihre südöstliche Umgebung (siehe das Lemkenland) hatten lange Zeit einen bedeutenden ruthenischen bzw. ukrainischen (1928 wurde offiziell die Bezeichnung von ruthenisch auf ukrainisch geändert) Bevölkerungsanteil, davon viele Lemken, die aber auch zum großen Teil separate Identität entwickelten. 1944 bis 1946 übersiedelten die ersten Lemken in die Ukrainische SSR (teils freiwillig, teils unter Druck). Nach Ende des Zweiten Weltkriegs wurden die verbliebenen Lemken bzw. Ukrainer im Rahmen der Aktion Weichsel in die anderen Teile Polens deportiert.
Von 1975 bis 1998 war Nowy Sącz die Hauptstadt der Woiwodschaft Nowy Sącz.

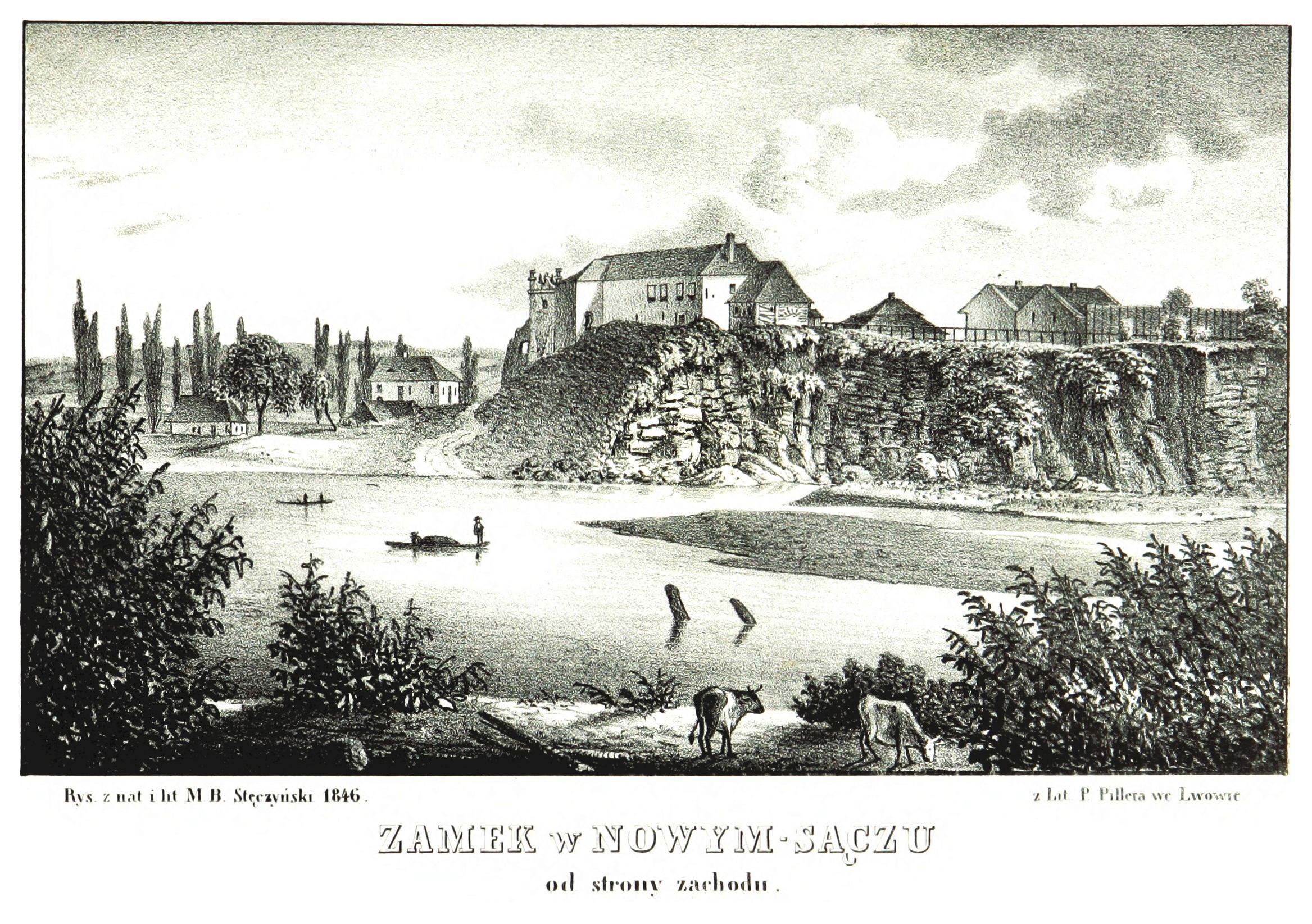
Nowy Sącz im 19. Jahrhundert
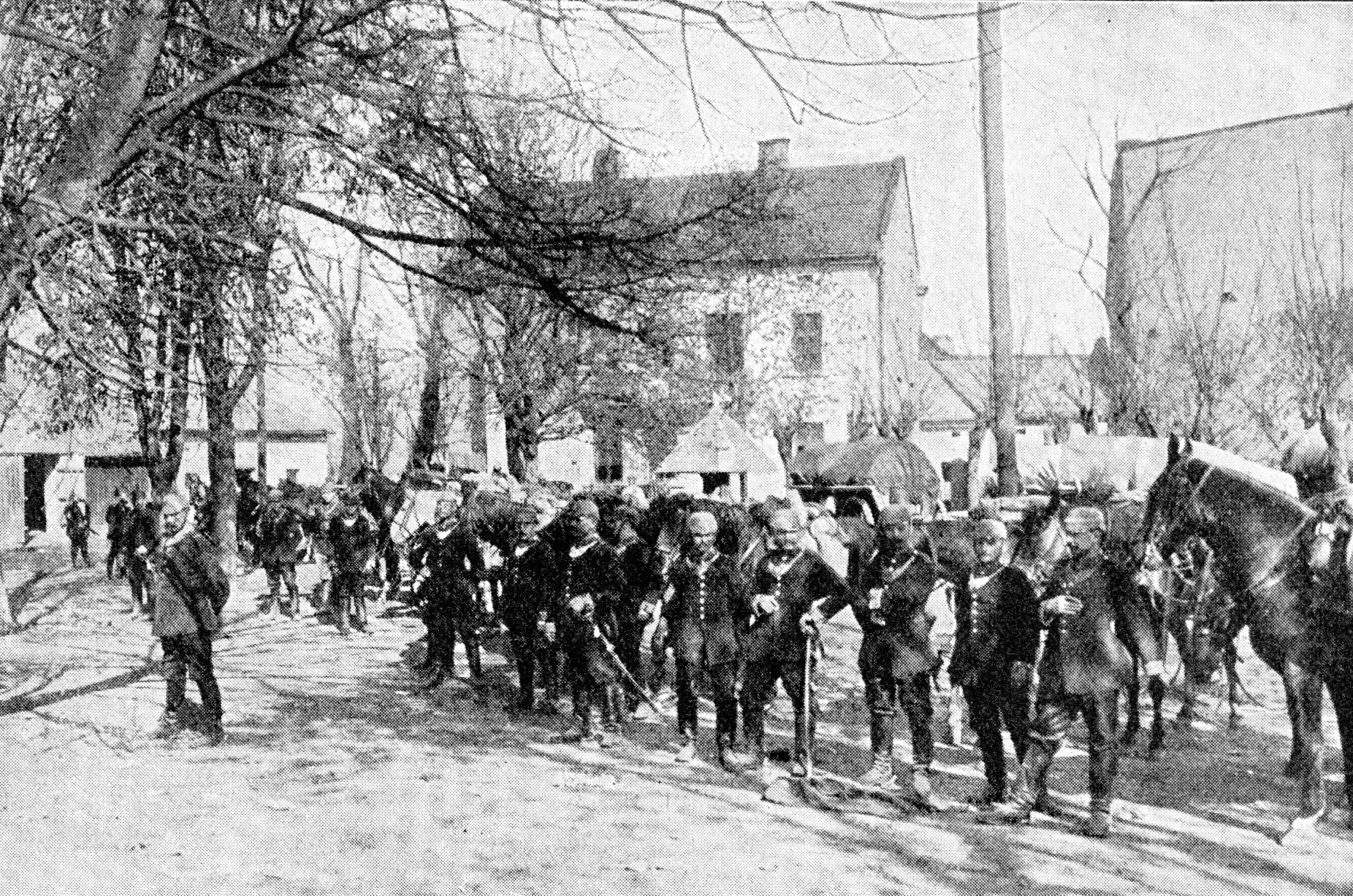
Deutsche Feldgendarmerie 1915
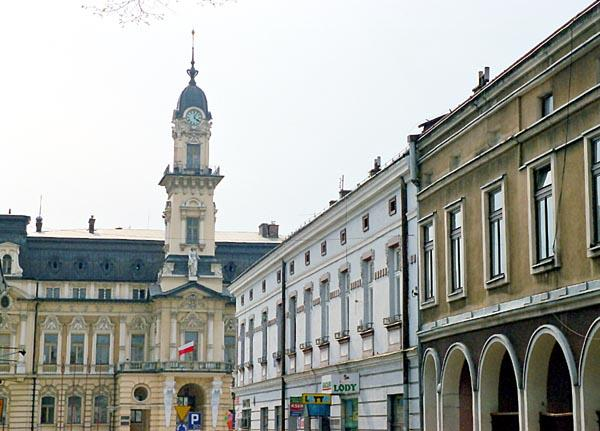
Rathaus
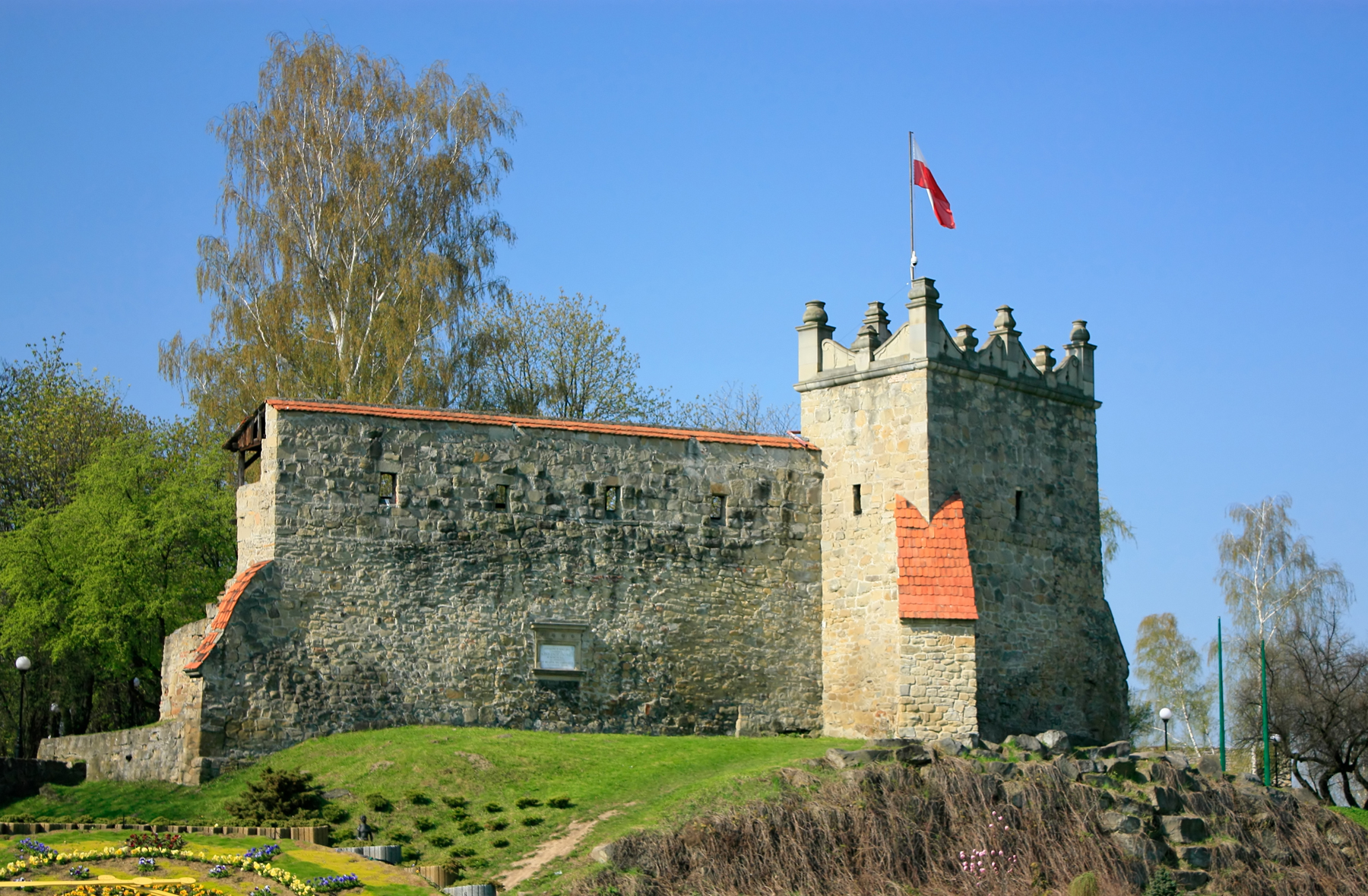
Burg Nowy Sącz

## Politik und Verwaltung

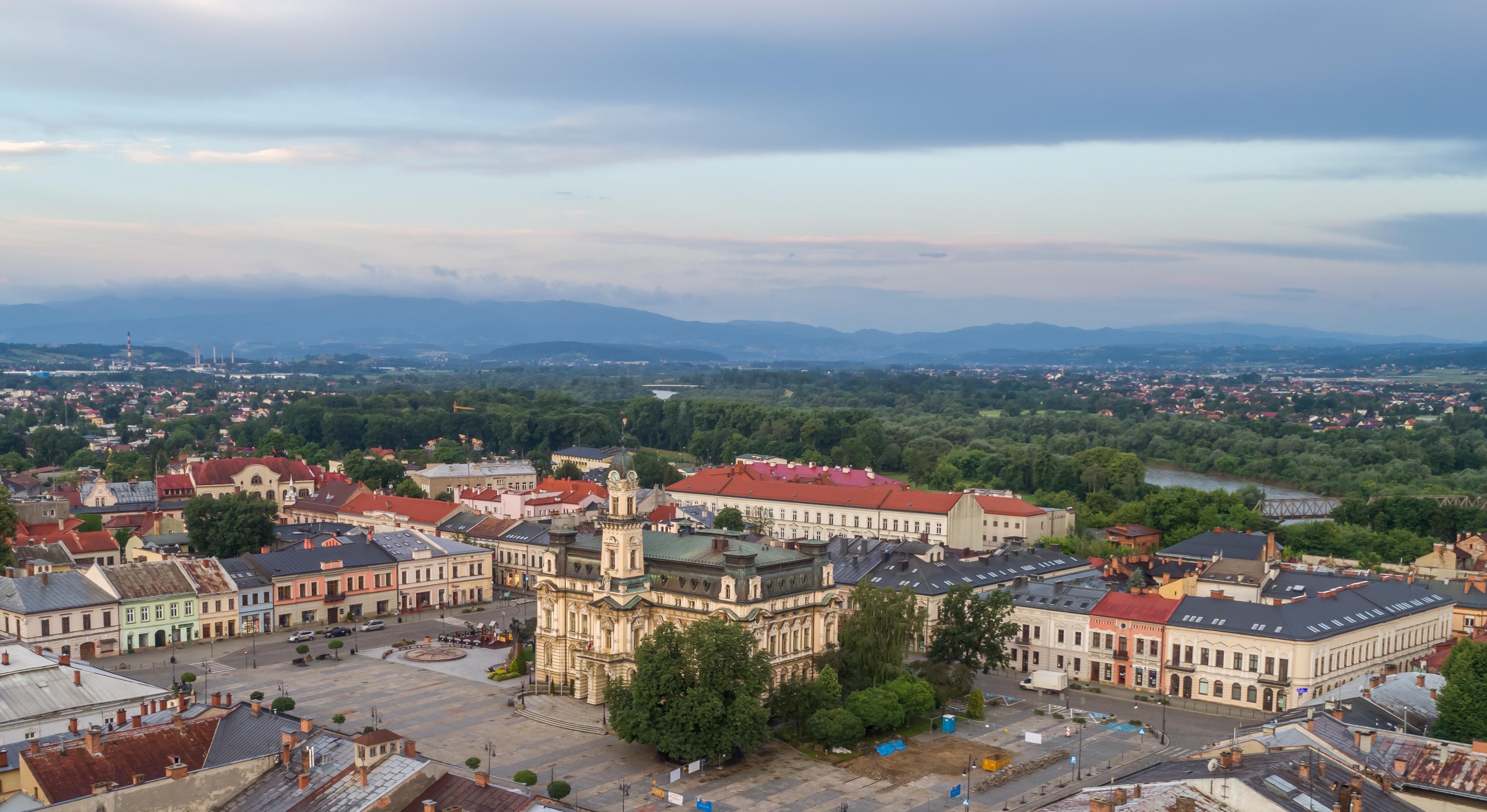
Rathaus am Marktplatz

### Stadtpräsident
An der Spitze der Stadtverwaltung steht der Stadtpräsident. Von 2006 bis 2018 war dies Ryszard Nowak (PiS), der bei der turnusmäßigen Wahl im Oktober 2018 von seiner Partei nicht mehr aufgestellt wurde. Zu seinem Nachfolger wurde Ludomir Handzel gewählt, der mit seinem eigenen Wahlkomitee antrat und 2024 auch von der Koalicja Obywatelska unterstützt wurde. Die Wahl 2024 führte zu folgenden Ergebnis:
- Ludomir Handzel (Wahlkomitee „Nowy-Sącz-Koalition Ludomir Handzel“) 52,3 % der Stimmen
- Ryszard Nowak (Wahlkomitee „Ryszard Nowak – Frühling 2024“) 18,4 % der Stimmen
- Iwona Mularczyk (Prawo i Sprawiedliwość) 15,9 % der Stimmen
- Ryszard Wilk (Konfederacja und unabhängige lokale Verwaltungen) 9,0 % der Stimmen
- Małgorzata Belska (Wahlkomitee „Blaues Polen“) 4,4 % der Stimmen

Damit wurde Amtsinhaber Handzel bereits im ersten Wahlgang für eine zweite Amtszeit gewählt.
Die Wahl 2018 führte zu folgenden Ergebnis:
- Iwona Mularczyk (Prawo i Sprawiedliwość) 28,4 % der Stimmen
- Ludomir Handzel (Wahlkomitee „Nowy-Sącz-Koalition Ludomir Handzel“) 25,8 % der Stimmen
- Krzysztof Głuc (Wahlkomitee Krzysztof Głuc „Ich wähle Nowy Sącz“) 20,6 % der Stimmen
- Leszek Zegzda (Koalicja Obywatelska) 16,0 % der Stimmen
- Małgorzata Belska (Wahlkomitee „Małgorzata Belska, Lucjan Stępień – für ein neues Nowy Sącz“) 5,3 % der Stimmen
- Jerzy Gwiżdż (Wahlkomitee Jerzy Gwiżdż „Selbstverwaltung für Nowy Sącz“) 3,4 % der Stimmen
- Übrige 1,2 % der Stimmen

In der damit notwendig gewordenen Stichwahl konnte sich Handzel, der Zweitplatzierte des ersten Durchgangs, mit 58,4 % der Stimmen gegen die PiS-Kandidatin Mularczyk durchsetzten und neuer Stadtpräsident werden.

### Stadtrat
Der Stadtrat umfasst 23 Mitglieder, die direkt gewählt werden. Die Wahl im April 2024 führte zu folgendem Ergebnis:
- Prawo i Sprawiedliwość (PiS) 32,9 % der Stimmen, 10 Sitze
- Wahlkomitee „Nowy-Sącz-Koalition Ludomir Handzel“ 27,9 % der Stimmen, 9 Sitze
- Koalicja Obywatelska (KO) 20,3 % der Stimmen, 4 Sitze
- Wahlkomitee „Ryszard Nowak – Frühling 2024“ 10,0 % der Stimmen, kein Sitz
- Konfederacja und unabhängige lokale Verwaltungen 5,0  % der Stimmen, kein Sitz
- Wahlkomitee „Blaues Polen“ 3,0 % der Stimmen, kein Sitz

Die Wahl im Oktober 2018 führte zu folgendem Ergebnis:
- Prawo i Sprawiedliwość (PiS) 34,0 % der Stimmen, 9 Sitze
- Koalicja Obywatelska (KO) 20,3 % der Stimmen, 5 Sitze
- Wahlkomitee Krzysztof Głuc „Ich wähle Nowy Sącz“ 20,1 % der Stimmen, 5 Sitze
- Wahlkomitee „Nowy-Sącz-Koalition Ludomir Handzel“ 15,5 % der Stimmen, 4 Sitze
- Wahlkomitee „Małgorzata Belska, Lucjan Stępień – für ein neues Nowy Sącz“ 3,7 % der Stimmen, kein Sitz
- Wahlkomitee Jerzy Gwiżdż „Selbstverwaltung für Nowy Sącz“ 3,4  % der Stimmen, kein Sitz
- Sojusz Lewicy Demokratycznej (SLD) / Lewica Razem (Razem) 3,0 % der Stimmen, kein Sitz

### Städtepartnerschaften

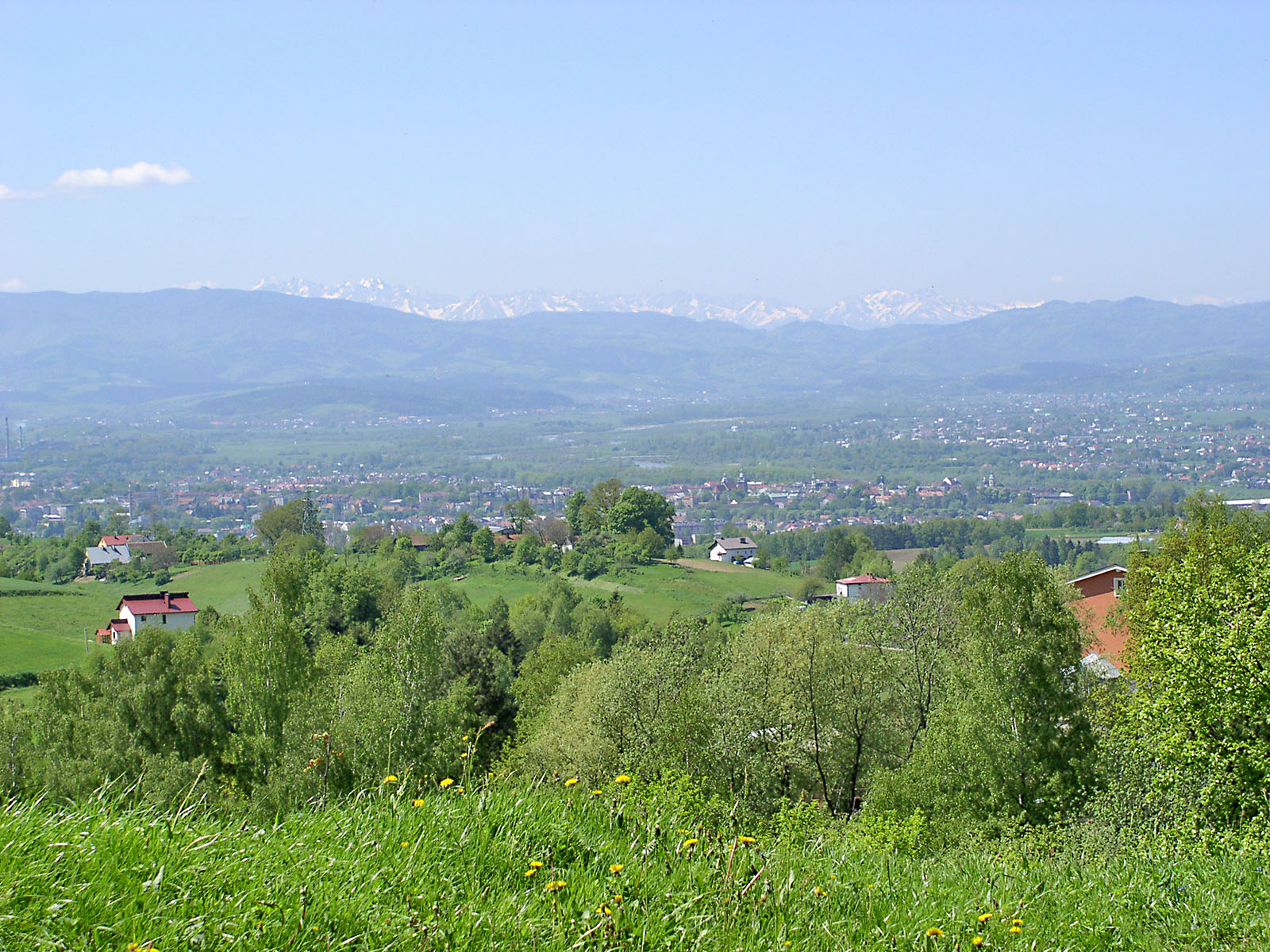
Panorama mit Tatra im Hintergrund

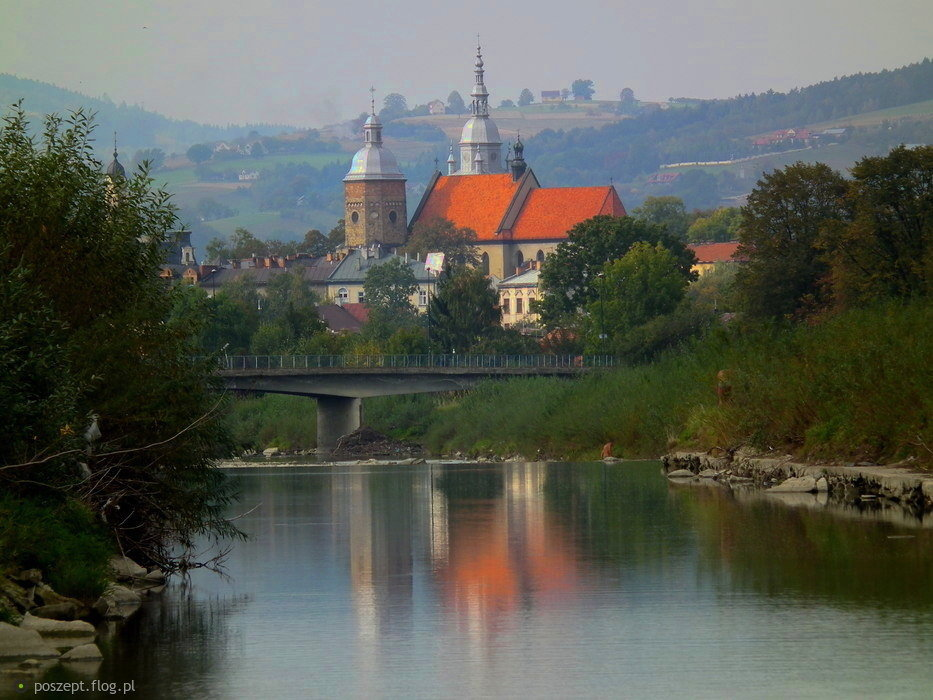
St.-Margarethe-Basilika

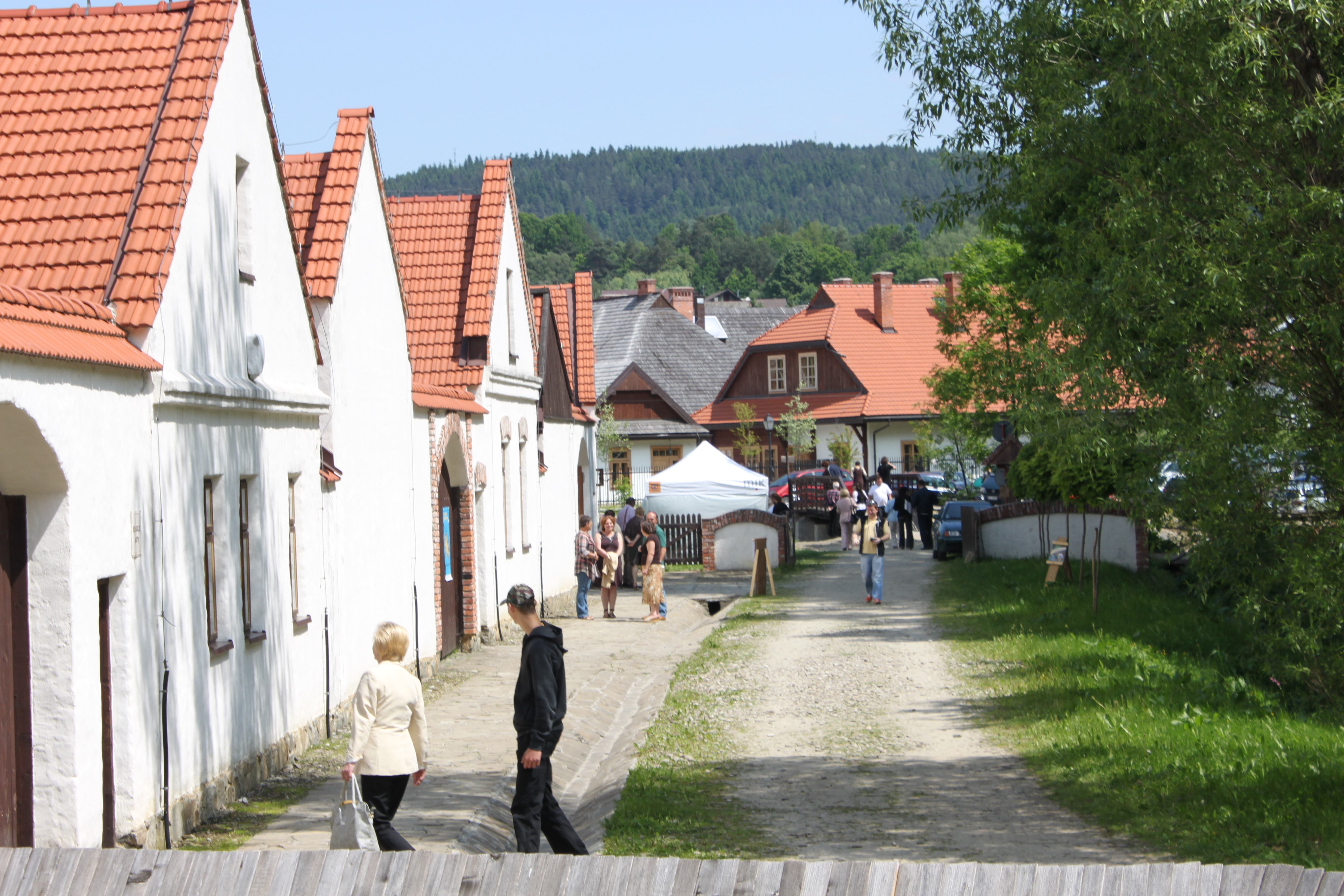
Freilichtmuseum

Nowy Sącz unterhält 12 Städtepartnerschaften:
- Columbia County (USA)
- Elbing (Polen)
- Kiskunhalas (Ungarn)
- Massa (Italien), seit 2007
- Narvik (Norwegen)
- Netanja (Israel)
- Prešov (Slowakei)
- Schwerte (Deutschland), seit 1984 (ausgesetzt ab Mai 2020)
- Stará Ľubovňa (Slowakei)
- Stryj (Ukraine)
- Tarnów (Polen)
- Trakai (Litauen)

Die Stadt Schwerte setzte die Partnerschaft am IDAHOBIT 2020 aus, nachdem sich die polnische Stadt als „LGBT-ideologiefreie“ Zone erklärt hatte.

## Sehenswertes
- Altstadt
- Margarethenkirche
- Stadtmuseum
- Heiliggeistkirche
- Synagoge aus dem Jahr 1774
- Rathaus
- Burg Nowy Sącz
- Freilichtmuseum in Falkowa (Nowy Sącz)

## Persönlichkeiten

### Söhne und Töchter der Stadt
- Johannes Maletius (≈1492–1567), polnischer Drucker, Theologe und Übersetzer der Reformationszeit
- Alberta von Maytner (1835–1898), österreichische Schriftstellerin
- Max Menger von Wolfensgrün (1838–1911), österreichischer Jurist und Politiker
- Carl Menger (1840–1921), österreichischer Ökonom
- Arthur Berson (1859–1942), deutscher Meteorologe und Ballonfahrer
- Heinrich Färber (1864–1941), österreichischer Nationalökonom und Begründer der Ergokratie
- Isidor Sadger (1867–1942), österreichischer Psychoanalytiker
- Bolesław Raczyński (1879–1937), polnischer Komponist und Musikpädagoge
- Sofija Haletschko (1891–1918), polnisch-ukrainische Krankenpflegerin und Unteroffizierin
- Zofia Ameisenowa (1897–1967), Kunsthistorikerin und Bibliothekarin
- Wolodymyr Kubijowytsch (1900–1985), ukrainischer Historiker, Ethnograph, Geograph und Lexikograph
- Tadeusz Friedrich (1903–1976), Fechter
- Mendl Neugröschel (1903–1965), polnisch-österreichischer Schriftsteller in jiddischer Sprache
- Marian Pelczar (1905–1983), Bibliothekar und Historiker
- Stanisław Zaczyk (1923–1985), Schauspieler
- Jerzy Wójcik (1930–2019), Kameramann, Regisseur und Drehbuchautor
- Antoni Dzierżyński (1942–2017), Politiker
- Józef Oleksy (1946–2015), Ministerpräsident 1995–96
- Zofia Tokarczyk (* 1963), Eisschnellläuferin
- Wiesław Fiedor (* 1964), Paralympionik
- Marek Świerczewski (* 1967), Fußballspieler
- Marek Gróbarczyk (* 1968), Politiker
- Wiesław Cempa (* 1970), Skilangläufer
- Piotr Świerczewski (* 1972), Fußballspieler
- Piotr Klimczak (* 1980), Leichtathlet
- Dawid Janczyk (* 1987), Fußballspieler
- Marcin Gawron (* 1988), Tennisspieler
- Adam Jarzmik (* 1990), Jazzpianist
- Jakub Słowik (* 1991), Fußballspieler
- Klaudia Zwolińska (* 1998), Kanutin
- Igor Maślanka (* 2006), Fußballspieler

### Sonstige mit der Stadt in Verbindung stehende Persönlichkeiten
- Kazimierz Gałecki (1863–1941), Politiker und Diplomat, Ehrenbürger von Nowy Sącz
- Ernst Hein (1887–1950), Stadtkommissar 1939/40
- Emanuel Ringelblum (1900–1944), polnisch-jüdischer Historiker, Politiker, Pädagoge und Publizist, verbrachte hier seine Jugend